# 高幡不動車站

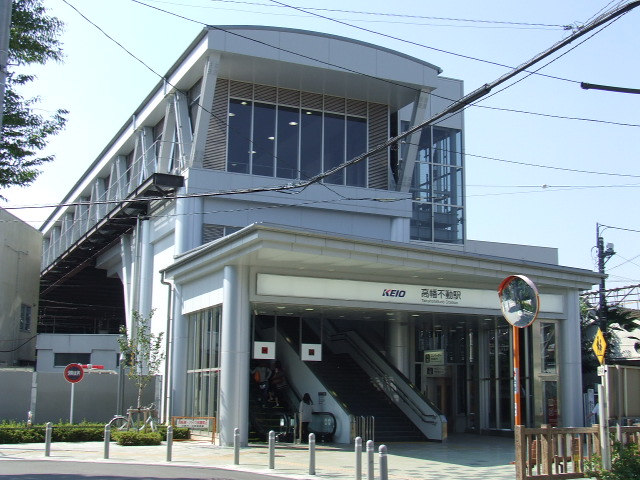
京王 高幡不動站北口（2007年10月7日）

高幡不動車站（日语：／ Takahata-fudō eki */?）是一個位於東京都日野市高幡，屬於京王電鐵、多摩都市單軌電車的鐵路車站。京王電鐵的車站編號是KO29，多摩都市單軌電車是TT 07。

## 概要
本站是京王電鐵京王線與動物園線、多摩都市單軌多摩都市單軌電車線（以下簡稱「多摩單軌」）停靠站。但京王與多摩單軌的車站之間需步行轉乘數分鐘。
最初京王線與多摩單軌站房未直接連結，2004年京王開始跨站式站房改建工程與南北自由通道新建工程。在這之前，京王高幡購物中心也進行改建，同年12月7日連通多摩單軌車站。接著2006年6月京王完成跨站式站房，2007年3月28日購物中心也隨之完工，三者連通。
車站大樓位於路廊上方，3樓有跨越鐵軌的南北自由通道。車站大樓西側為車站設施，東側為商業設施，南側則是通往多摩都市單軌的自由通道。屋頂是商業大樓與京王電鐵共有的公共停車場。
動物園線以本站為起點。動物園線從本站至多摩動物公園站之間與多摩單軌併行。

## 歷史

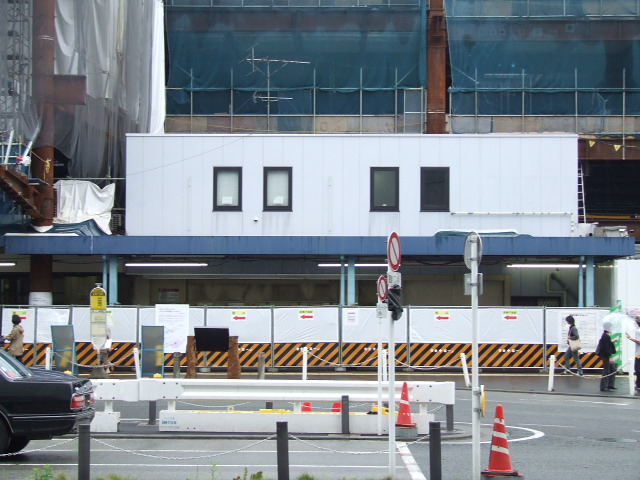
京王線高幡不動站 舊站房（2006年6月11日）

- 1925年（大正14年）3月24日 - 玉南電氣鐵道（現京王線）開通並開設高幡站。車站位置在現址往西70公尺。
- 1926年（昭和元年）12月27日 - 併入京王電氣軌道。
- 1937年（昭和12年）5月1日 - 改稱高幡不動站。
- 1944年（昭和19年）5月31日 - 併入東京急行電鐵（大東急）。
- 1948年（昭和23年）6月1日 - 京王帝都電鐵脫離東急獨立，為該公司所屬車站。
- 1964年（昭和39年）4月29日 - 高幡不動 - 多摩動物公園間的多摩動物公園線（現動物園線）開通。移至現址。
- 2000年（平成12年）1月10日 - 多摩都市單軌電車線立川北 - 多摩中心之間通車並設站。
- 2004年（平成16年）
  - 3月 - 1期改良工程動工（商業大樓改建）。
  - 8月 - 2期改良工程動工（車站大樓、跨站式站房）。
  - 12月 - 1期改良工程竣工。
- 2006年（平成18年）6月11日 - 跨站式站房與南北自由通道啟用（車站設施先行啟用）。
- 2007年（平成19年）3月25日 - 2期改良工程竣工，跨站式站房與京王高幡購物中心竣工，京王線站房與多摩都市單軌電車線站房、購物中心連通。
- 2013年（平成25年）2月22日 - 導入車站編號KO 29。

### 站名由來
當初採用地名而稱「高幡站」，後因附近有高幡不動尊更名為「高幡不動站」。
地名高幡傳聞是因戰國時代末期北條氏照家臣高幡十右衛門居城在此而得名。

## 車站構造

### 京王電鐵
京王線月台為島式2面4線，動物園線月台為單式1面1線，共3面5線，並採用跨站式站房。京王線全列車接停靠本站，為該線的主要車站之一。
本站是京王西管區管區長所在車站，管轄聖蹟櫻丘站 - 京王八王子站、高尾山口站之間各站及多摩動物公園站共計15車站。另外，京王線乘務員交班也在本站進行。
本站同時擁有高幡不動檢車區，多班列車以本站作為起始或終點。
剪票口位於三樓，月台與大廳、大廳層與各出口地面之間設有電扶梯與電梯。電梯門的顏色分為一號月台的綠色，2、3號月台的藍色，4、5號月台的紅色。大廳層有聯絡通道通往單軌二樓的剪票口。廁所位於付費區內。
改建為跨站式站房以前，站房位在南口，剪票口與月台之間有地下道。
各月台設有列車資訊顯示器。動物園線僅顯示發車編號與發車時刻。跨站式站房完成以前設有看板表示各月台發車資訊。
剪票口旁有便利商店「K-Shop」，剪票口前有東京都民銀行ATM。南口設有站前廣場。

#### 月台配置

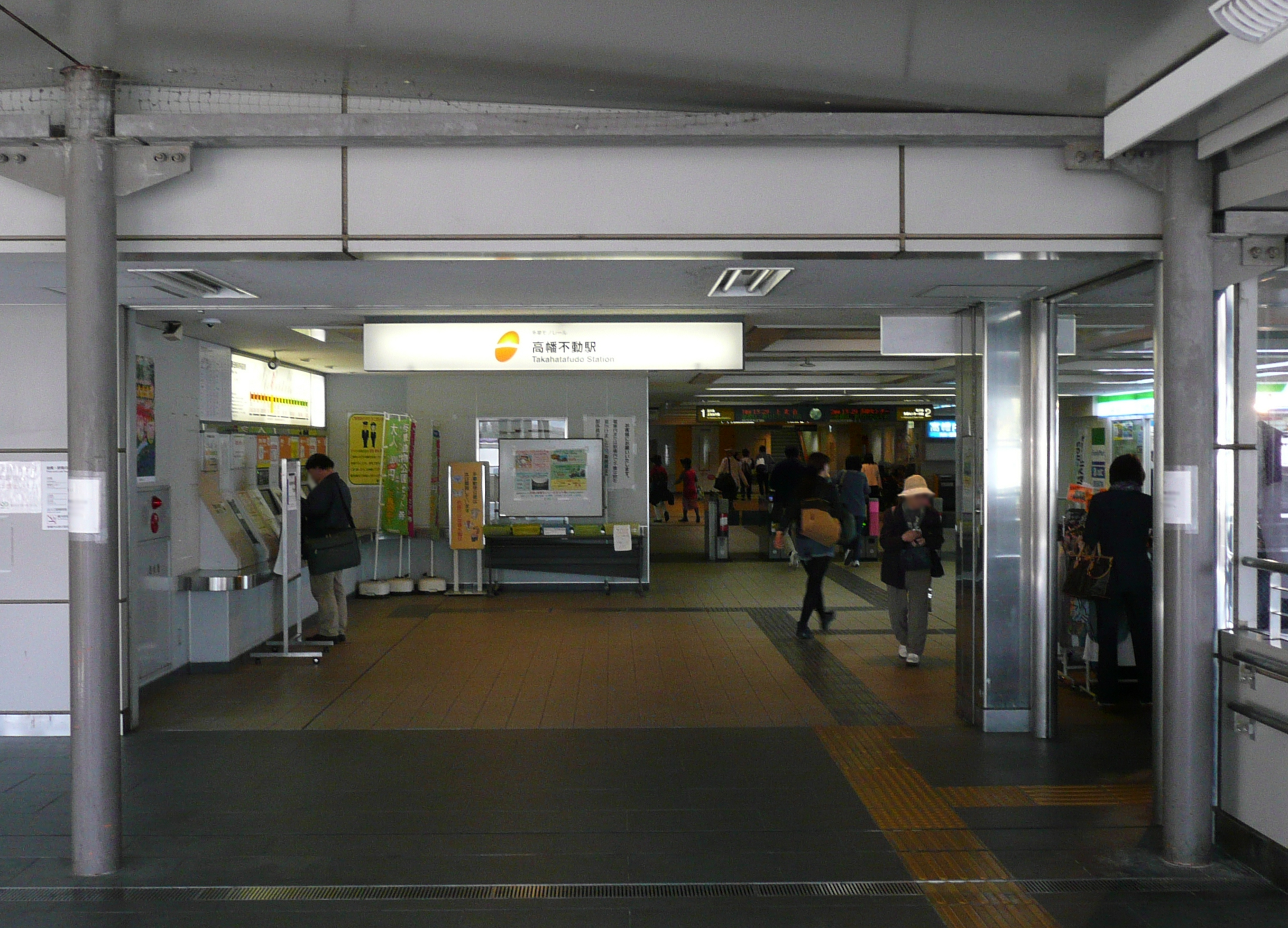
車站入口（2013年4月）

| 月台 | 路線     | 方向 | 目的地                                     | 備註                |
| ---- | -------- | ---- | ------------------------------------------ | ------------------- |
| 1    | 動物園線 | -    | 往多摩動物公園                             | 4輛編組一人列車專用 |
| 2    | 動物園線 | -    | 往多摩動物公園                             | 少數班次            |
| 2    | 京王線   | 下行 | 北野、京王八王子、高尾山口方向             |                     |
| 3    | 京王線   | 下行 | 北野、京王八王子、高尾山口方向             |                     |
| 4・5 | 京王線   | 上行 | 府中、調布、明大前、笹塚、新宿、新宿線方向 |                     |

- 本站很少進行緩急接續。待避線2號月台與5號月台主要為本站起始或中庭的列車使用。
- 京王線新宿方向與動物園線直通列車在本站折返。
- 部分班次在本站進行車種變更（下行往高幡不動為特急、急行，高幡不動起往京王八王子為各站停車）。

### 多摩都市單軌電車
本站為相對式月台2面2線高架車站。
月台與剪票口、大廳層與各出口地上之間設有電梯與電扶梯。2樓大廳有南北自由通道。2樓剪票口可經由京王高幡購物中心內的連絡通道前往京王電鐵3樓剪票口。
廁所位於2樓付費區內。
雖然本站設有列車折返設備，但只在特殊情況才會使用。

#### 月台配置
| 月台 | 路線               | 方向 | 目的地             |
| ---- | ------------------ | ---- | ------------------ |
| 1    | 多摩都市單軌電車線 | 下行 | 立川北、上北台方向 |
| 2    | 多摩都市單軌電車線 | 上行 | 松谷、多摩中心方向 |

## 使用情況
- 京王電鐵 - 2016年度1日平均上下車人次為60,069人[3]。
- 多摩都市單軌電車 - 2015年度1日平均上車人次為13,553人[4]。

1日平均上下車人次與上車人次如下。
| 年度               | 京王電鐵           | 京王電鐵         | 多摩都市 單軌電車 | 來源   |
| 年度               | 1日平均 上下車人次 | 1日平均 上車人次 | 多摩都市 單軌電車 | 來源   |
| ------------------ | ------------------ | ---------------- | ----------------- | ------ |
| 1948年（昭和23年） | 2,500              |                  | 未開業            |        |
| 1955年（昭和30年） | 2,891              |                  | 未開業            |        |
| 1960年（昭和35年） | 5,319              |                  | 未開業            |        |
| 1964年（昭和39年） | 6,589              |                  | 未開業            |        |
| 1965年（昭和40年） | 6,804              |                  | 未開業            |        |
| 1970年（昭和45年） | 22,689             |                  | 未開業            |        |
| 1975年（昭和50年） | 32,249             |                  | 未開業            |        |
| 1980年（昭和55年） | 41,191             |                  | 未開業            |        |
| 1985年（昭和60年） | 44,374             |                  | 未開業            |        |
| 1990年（平成02年） | 50,283             | 24,838           | 未開業            | [ 6 ]  |
| 1991年（平成03年） |                    | 25,164           | 未開業            | [ 7 ]  |
| 1992年（平成04年） |                    | 25,249           | 未開業            | [ 8 ]  |
| 1993年（平成05年） |                    | 25,019           | 未開業            | [ 9 ]  |
| 1994年（平成06年） |                    | 25,041           | 未開業            | [ 10 ] |
| 1995年（平成07年） | 50,656             | 25,044           | 未開業            | [ 11 ] |
| 1996年（平成08年） |                    | 24,942           | 未開業            | [ 12 ] |
| 1997年（平成09年） |                    | 24,252           | 未開業            | [ 13 ] |
| 1998年（平成10年） |                    | 24,564           | 未開業            | [ 14 ] |
| 1999年（平成11年） |                    | 24,049           | 6,220             | [ 15 ] |
| 2000年（平成12年） | 48,951             | 24,537           | 7,559             | [ 16 ] |
| 2001年（平成13年） |                    | 25,000           | 9,048             | [ 17 ] |
| 2002年（平成14年） |                    | 25,104           | 9,508             | [ 18 ] |
| 2003年（平成15年） | 52,113             | 26,104           | 10,294            | [ 19 ] |
| 2004年（平成16年） | 52,983             | 26,603           | 10,557            | [ 20 ] |
| 2005年（平成17年） | 54,021             | 27,036           | 10,805            | [ 21 ] |
| 2006年（平成18年） | 55,798             | 27,830           | 11,194            | [ 22 ] |
| 2007年（平成19年） | 57,837             | 28,740           | 11,936            | [ 23 ] |
| 2008年（平成20年） | 59,157             | 29,384           | 12,666            | [ 24 ] |
| 2009年（平成21年） | 59,491             | 29,559           | 12,919            | [ 25 ] |
| 2010年（平成22年） | 59,539             | 29,575           | 13,115            | [ 26 ] |
| 2011年（平成23年） | 58,919             | 29,232           | 12,803            | [ 27 ] |
| 2012年（平成24年） | 58,988             | 29,304           | 12,986            | [ 28 ] |
| 2013年（平成25年） | 59,536             | 29,550           | 13,259            | [ 29 ] |
| 2014年（平成26年） | 58,203             | 28,863           | 13,087            | [ 30 ] |
| 2015年（平成27年） | 59,537             | 29,531           | 13,553            | [ 31 ] |
| 2016年（平成28年） | 60,069             |                  |                   |        |

## 車站周邊
- 高幡山金剛寺（日语：金剛寺 (日野市)）（高幡不動尊） - 關東三大不動之一。本站站名由來。因是新選組副長土方歲三的菩提寺，有許多新選組相關史料。此外，此地的「玉南電氣鐵道紀念碑」刻有京王電鐵前身之一玉南電氣鐵道建設過程與協力人員。
- 日野市役所七生支所
- 日野市立高幡圖書館
- 日野消防署高幡出張所
- 日野高幡郵便局
- 三井住友銀行高幡不動支店
- 瑞穗銀行高幡不動支店
- 多摩信用金庫（日语：多摩信用金庫）高幡不動支店
- 清爽信用金庫（日语：さわやか信用金庫）高幡不動支店
- 東京南農業協同組合（日语：東京南農業協同組合）本店、七生支店
- 富士旅館
- CITY HOTEL高幡

### 巴士
本站可搭乘京王電鐵巴士與日野市迷你巴士。
另外南觀光交通還營運共乘計程車「丘陵地旅行計程車翠鳥GO」（丘陵地ワゴンタクシーかわせみGO）。
- 1號乘車處
  - [ 高21 ] 往百草團地（朝、夕、夜間）
  - [ 高21 ] 經百草團地 往三澤台下（夜間）
  - [ 高22 ] 經百草團地 往聖蹟櫻丘站（朝、夕除外）
  - [ 高23 ] 往帝京大學內（日間）
  - [ 高25 ] （深夜巴士） 往百草團地、三澤台下（平日、周六）
  - [ 高27 ]  經百草團地入口 往聖蹟櫻丘站（朝、夕）
- 2號乘車處
  - [ 日01 ] 經日野本町 往日野站（班次少）
  - [ 日02 ] 經日野市役所 往日野站
  - [ 日03 ] 經日野市役所東 往日野站
- 3號乘車處
  - [ 立65 ] 往立川站北口
  - [ 高11 ] 往多摩動物公園站（週六早上一班）
  - [ 高20 ] （日野市迷你巴士三澤台路線） 經三澤台 往聖蹟櫻丘站
  - [ 高52 ] （日野市迷你巴士落川路線） 經金田公園 往聖蹟櫻丘站
- 4號乘車處
  - [ 高30 ] （日野市迷你巴士川邊堀之內路線）往豐田站南口
  - [ 高51 ] （日野市迷你巴士市內路線） 經萬願寺站、日野站、日野市役所 往豐田站北口
  - [ 高06 ] （日野市迷你巴士南平路線） 經日野市役所 往豐田站北口
- 單軌北（多摩都市單軌北口圓環）
  - [ 高32 ] 經萬願寺站、日野市役所入口 往日野站（日間、班次少）
- 單軌高幡
  - [ 翠鳥GO 明星線 ] 往明星大學／往市立醫院（日语：日野市立病院）（日間、班次少）
- 單軌站入口（多摩都市單軌南口附近。平日、週六早晨8點30分前停車，僅往高幡不動站方向，下車專用）
  - [ 高21 ] 往高幡不動站

## 相鄰車站
京王電鐵
 京王線
■特急、■準特急、■急行
聖蹟櫻丘（KO27）－高幡不動（KO29）－北野（KO33）
■區間急行、■快速、■各站停車
百草園（KO28）－高幡不動（KO29）－南平（KO30）
 動物園線
■急行（星期六、日、假名只限下行）
（京王線 新宿方向） → 高幡不動（KO29） → 多摩動物公園（KO47）
■各站停車
高幡不動（KO29）－多摩動物公園（KO47）
 多摩都市單軌電車
 多摩都市單軌電車線
萬願寺（TT08）－高幡不動（TT07）－程久保（TT06）

## 外部連結
- 高幡不動 - 京王電鐵
- 高幡不動站 （页面存档备份，存于） - 多摩都市單軌電車
- 京王高幡購物中心 （页面存档备份，存于）

35°39′44.3″N 139°24′47″E / 35.662306°N 139.41306°E